# Branko Šegota
Branimir "Branko" Šegota (Rijeka, Yugoslavia, 8 de junio de 1961) es un exfutbolista croata nacionalizado canadiense. Jugaba como delantero.
Inició su carrera profesional en 1978 como jugador de fútbol indoor en el New York Arrows y al año siguiente firmó un contrato con un club de fútbol once, el Rochester Lancers de la North American Soccer League (NASL). A nivel internacional disputó la Copa Mundial de 1986 con la selección de Canadá.

## Biografía
Šegota nació en Rijeka, Yugoslavia (actualmente Croacia) y vivió allí hasta que, cuando tenía siete años, su familia emigró a Toronto. Pronto se interesó por el fútbol, destacó a nivel nacional en su etapa juvenil y a los 17 firmó su primer contrato profesional con el New York Arrows, un club de fútbol indoor que participaba en la Major Indoor Soccer League (MISL) (MISL). Al inicio de la temporada 1979 de la North American Soccer League (NASL) llegó a un acuerdo con el Rochester Lancers para convertirse en su delantero titular. Alternó ambas competiciones hasta 1981, cuando abandonó los dos equipos para pasar por completo al fútbol once.
Entre 1981 y 1983 fue el delantero titular de Fort Lauderdale Strikers y en la temporada 1984 fichó por Golden Bay Earthquakes, donde formó línea de ataque con su antiguo compañero Slaviša Žungul. Cuando la NASL desapareció, Šegota regresó al fútbol indoor y firmó por San Diego Sockers, donde permaneció desde 1984 hasta 1991. El delantero compaginó su participación en la MISL con sus 19 apariciones en la selección de Canadá y una breve experiencia en el Toronto Blizzard (1988). Llegó incluso a jugar la Copa Mundial de 1986.
Si bien Šegota tuvo unas buenas estadísticas en la NASL, se dio a conocer en el panorama norteamericano por su carrera en el fútbol indoor, destacando en el terreno de juego por su definición y su potente disparo. Según las estadísticas de la MISL fue el segundo máximo goleador de la historia (463 goles) y el tercer mayor asistente (378 pases de gol).
Aunque se retiró del fútbol en 1988, siguió vinculado como jugador de fútbol indoor durante largo tiempo. En la temporada 1991-92 firmó por St. Louis Storm y aunque ese mismo año desapareció la MISL, continuó en campeonatos inferiores con clubes como Las Vegas Dustdevils (1994) o Baltimore Spirit (1997), donde finalmente colgó las botas. En reconocimiento a toda su carrera, ingresó en el Salón de la Fama del fútbol de Canadá en 2002. Tras su despedida ha ejercido como entrenador formativo en distintos equipos amateur.

## Trayectoria
| Club                     | País           | Año       | Deporte       |
| ------------------------ | -------------- | --------- | ------------- |
| New York Arrows          | Estados Unidos | 1978-1981 | Fútbol indoor |
| Rochester Lancers        | Estados Unidos | 1979-1981 | Fútbol        |
| Fort Lauderdale Strikers | Estados Unidos | 1981-1983 | Fútbol        |
| Golden Bay Earthquakes   | Estados Unidos | 1984      | Fútbol        |
| San Diego Sockers        | Estados Unidos | 1984-1991 | Fútbol indoor |
| Toronto Blizzard         | Canadá         | 1988      | Fútbol        |
| St. Louis Storm          | Estados Unidos | 1991-1992 | Fútbol indoor |